# Nerachté
Nerachté (en macédonien Нераште ; en albanais Nerashti) est un village du nord-ouest de la Macédoine du Nord, situé dans la municipalité de Téartsé. Le village comptait 3485 habitants en 2002. Il est majoritairement albanais.

## Démographie
Lors du recensement de 2002, le village comptait :
- Albanais : 3 478
- Autres : 7